# Kernenergie in den Vereinigten Staaten
Die Vereinigten Staaten sind weltweit der größte Produzent von Kernenergie. Im Jahr 2021 wurden dort 19 % des Stroms in Kernkraftwerken erzeugt, was in etwa die Hälfte ihrer CO₂-armen Stromerzeugung ausmacht. Seit der Inbetriebnahme des ersten kommerziellen Reaktors Shippingport am 26. Mai 1958 steigerten die Vereinigten Staaten ihre nuklearen Leistungskapazitäten bis 1996. Die Kernschmelze in Three Mile Island brachte eine Stornierung vieler Projekte und eine Streckung der   Bauzeiten vieler Verbliebener. Nach der Inbetriebnahme des vorerst letzten Reaktors Watts Bar 1, der noch dem Bauprogramm der 1970er entstammte, am 4. Februar 1996 verfügten die USA bis zur Abschaltung von Haddam Neck am 4. Dezember 1996 über 110 Reaktoren. Während einige ältere Reaktoren bereits abgeschaltet wurden, konnte die Leistung und Verfügbarkeit der betriebenen Reaktoren im Lauf der Zeit gesteigert werden, um die Gesamtleistung weitgehend konstant zu halten. Mit Stand 2022 befanden sich 92 Strom produzierende Kernreaktoren (Druckwasserreaktoren und Siedewasserreaktoren) im Betrieb, mehr als in jedem anderen Land der Erde. Erstmals seit 2016 gingen 2023 und 2024 mit  Vogtle 3 und 4 neue Reaktoren ans Netz, damit stieg die Anzahl wieder auf 94.

## Geographie

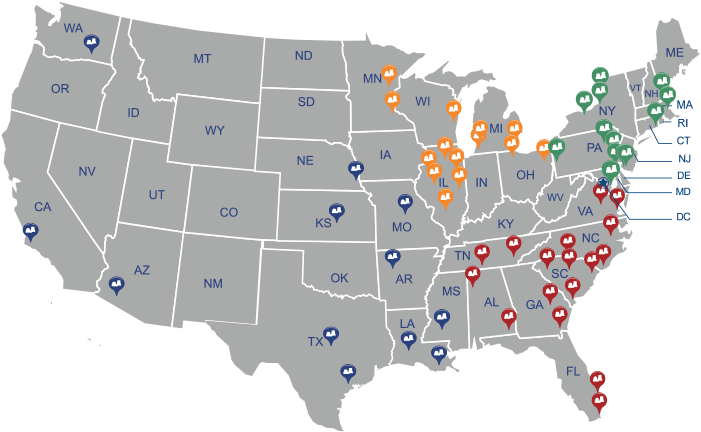
Kernkraftwerke in den Vereinigten Staaten (Farbe nach Verwaltungsregion)

Die meisten der Kernkraftwerke in den USA liegen im Nordosten des Landes und an der Ostküste. An der Westküste gibt es heute nur noch sechs Reaktorblöcke: zwei im Kernkraftwerk Diablo Canyon im besonders erdbebengefährdeten Kalifornien, drei im Kernkraftwerk Palo Verde (Arizona) und einen im Kernkraftwerk Columbia.
Die Bundesstaaten mit den meisten Kernreaktoren sind Illinois mit 11 Blöcken sowie Pennsylvania mit neun Blöcken. Besonders umstritten war das 2021 definitiv stillgelegte Kernkraftwerk Indian Point;, es liegt nur rund 50 Kilometer nördlich vom Zentrum von New York City am Hudson River.

## Geschichte

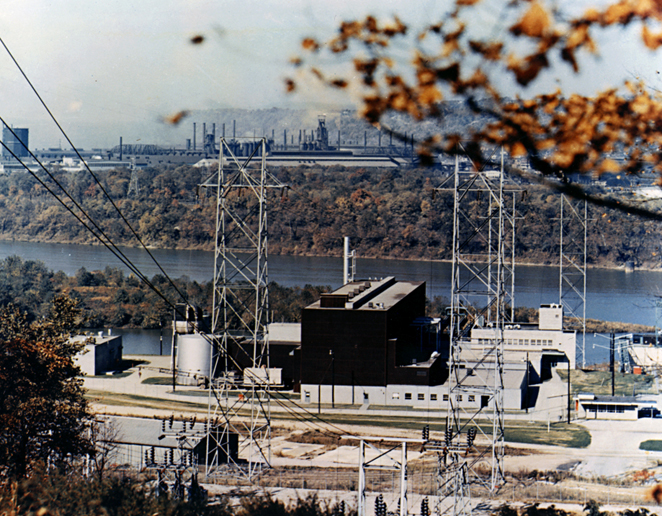
Kernkraftwerk Shippingport

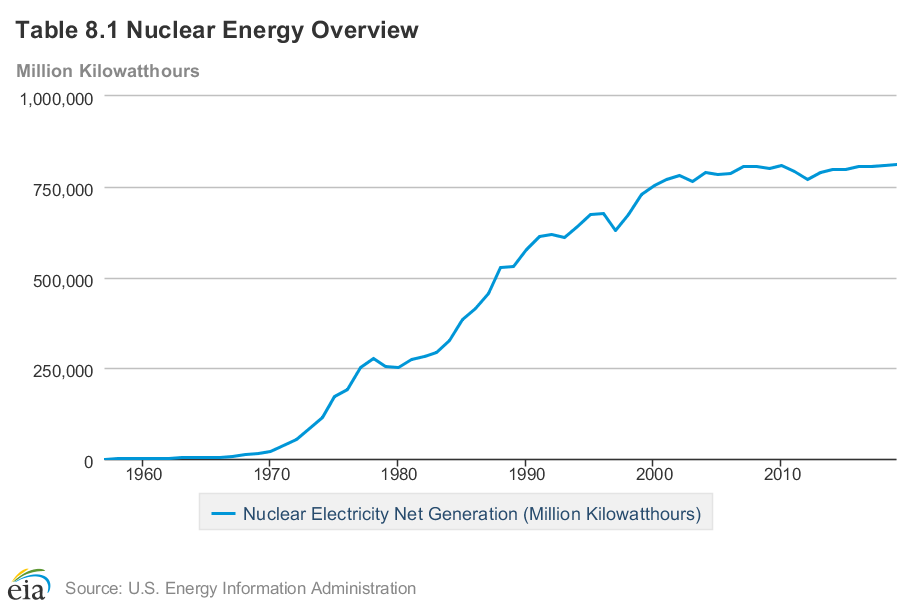
Jährliche Kernenergieproduktion in den USA 1957–2019

Die Erforschung der friedlichen Nutzung der Kernenergie begann in den USA kurz nach dem Ende des Zweiten Weltkriegs unter Federführung der 1946 gegründeten United States Atomic Energy Commission (AEC).
Erkenntnisse aus der militärischen Nutzung sollten zukünftig friedlichen Zwecken dienen. Die US-Marine übernahm die Führung, nachdem sie in der Kernenergie die Möglichkeit erkannt hatte, Schiffe und U-Boote lange Zeit ohne Auftanken betreiben zu können. Die US-Marine schickte Hyman Rickover zur AEC. Seine Arbeit dort führte zur Entwicklung des Druckwasserreaktors (PWR), der als erstes Muster in der Nautilus installiert wurde. Dieses U-Boot demonstrierte das Prinzip des Vollzeitbetriebs unter Wasser durch das Erreichen des Nordpols und Tauchvorgänge durch das Polareis.
Im Marine Reaktor Programm wurden atomgetriebene Schiffe entwickelt. Am 26. Mai 1958 wurde in Shippingport das erste kommerzielle Kernkraftwerk in den Vereinigten Staaten von Präsident Dwight D. Eisenhower als Teil seines Atoms-for-Peace-Programms eingeweiht. Angesichts des Wachstums der Atomindustrie in den 1960er Jahren prognostizierte die AEC, im Jahr 2000 würden in den USA mehr als 1.000 Reaktoren in Betrieb sein. Im Jahr 1974 wurde die AEC aufgelöst und durch die Atomaufsichtsbehörde Nuclear Regulatory Commission (NRC) ersetzt, wobei die Forschung und Entwicklung der Energy Research and Development Administration übertragen wurde. In den 1960er und 1970er Jahren starteten zahlreiche Projekte, insgesamt wurden 253 Reaktoren bestellt, wovon aber nur 132 auch gebaut wurden, viele wurden im Planungsstadium verworfen, das Kernkraftwerk Bodega Bay wurde 1964 aufgrund lokaler Proteste nach Ausheben der Baugrube aufgegeben, 1977 wurde der Bau der Blöcke Surry 3 & 4 abgebrochen, der letzte Baubeginn war am 1. Juli 1978 der von Black Fox 1 & 2. Am 28. März 1979 kam es im Reaktor Three Mile Island-2 zur Kernschmelze, was das Ende vieler Projekte (unter anderen auch Black Fox) einläutete, welche auch vorher schon mit erheblichen Verzögerungen und Kostensteigerungen kämpften.
Am 14. Februar 2002 kündigte Spencer Abraham, Energieminister der Bush-Regierung, das „Nuclear Power 2010 Program“ an. Durch Subventionen des Staates sollten bis Ende des Jahrzehnts die ersten von insgesamt sechs bis sieben neuen Kernkraftwerken errichtet werden. Der 2005 verabschiedete Energy Policy Act beinhaltete Subventionen und staatliche Garantien, um die Kernenergie auszubauen. Aufgrund dieses Gesetzes wurden 32 Anträge für den Neubau von Reaktoren bei der Nuclear Regulatory Commission bis Januar 2008 eingereicht. Mit dem Baubeginn wurde schon 2008 gerechnet.

## Bau von neuen Reaktoren
Am 1. August 2006 beschloss die Tennessee Valley Authority Watts Bar-2 weiterzubauen, der Block ist mittlerweile in Betrieb. Am Standort Bellefonte war im Rahmen des 2002 begonnenen 'Nuclear Power 2010 Program' der Bau von zwei Reaktoren geplant; die Pläne wurden im August 2009 aber weitgehend zurückgezogen. Wirkliche Neubauten begannen im Jahr 2013: an den Standorten Vogtle und Virgil C. Summer begann der Bau jeweils zweier neuer Kernkraftwerksblöcke. Die Westinghouse Electric Company beantragte Ende März 2017 Gläubigerschutz nach Chapter 11, der Bau am Standort Virgil C. Summer wurde daraufhin im Juli des Jahres abgebrochen, nachdem neun Milliarden US-Dollar investiert waren (siehe unten).
Am 31. Juli 2023 ging im Kernkraftwerk Vogtle Reaktor 3 in den kommerziellen Betrieb. Am 29. April 2024 ging Reaktor 4 in den kommerziellen Betrieb. Sie kosteten zusammen 30 Milliarden US-Dollar.
Eigentlich sollten sie 2017 ans Netz gehen und 14 Milliarden US-Dollar kosten.
Für Kunden von Vogtle-Betreiber Georgia Power stiegen die Stromkosten mit der Inbetriebnahme der neuen Blöcke 3 und 4 (siehe hier).

## Abgebrochene Bauvorhaben
Laut dem ehemaligen NRC-Chef Gregory Jaczko laggen 2016 die Gestehungskosten der Neubau-Projekte massiv über dem vorgesehenen Kostenrahmen.
Aufgrund der Schwierigkeiten mit den Neubauprojekten Vogtle und Virgil C. Summer beantragte Westinghouse Ende März 2017 Gläubigerschutz nach Chapter 11. Ende Juli 2017 verkündeten die beiden Projektanten des Kraftwerks Virgil C. Summer, die Fertigstellung der in Bau befindlichen beiden Reaktorblöcke werde ausgesetzt, da die Fertigstellung unwirtschaftlich sei. Insgesamt waren die Baukosten der beiden Blöcke von ursprünglich geplanten 11,5 Mrd. Dollar auf mehr als 25 Mrd. Dollar angestiegen. Das Unternehmen Santee Cooper, das mit 45 % am Kraftwerk beteiligt ist, gab an, seine anteiligen Baukosten seien von ursprünglich geplanten 5,1 Mrd. Dollar auf 11,4 Mrd. Dollar angestiegen. Durch Abbruch der Bauarbeiten könnten die Kunden des Unternehmens verglichen mit der Fertigstellung der Blöcke rund 7 Mrd. Dollar einsparen.

## Stilllegung von Kernkraftwerken
Zwischen 2013 und 2022 wurden 13 Kernreaktoren (Crystal River, Kewaunee, San Onofre 2 und 3, Vermont Yankee, Fort Calhoun, Oyster Creek, Pilgrim, TMI 1, Indian Point 2 und 3, Duane Arnold sowie Palisades) definitiv stillgelegt. Für den Zeitraum bis 2025 wurde die Stilllegung von weiteren Reaktoren angekündigt.
In den Bundesstaaten New York und Illinois zogen Stromanbieter die Stilllegungsankündigungen für insgesamt sechs Reaktoren (Quad Cities 1 und 2, Clinton, Ginna, Nine Mile Point 1, Fitzpatrick) wieder zurück, nachdem die jeweiligen Regierungen zusagten, die Anlagen aus Fonds für schadstofffreie Energien zu subventionieren. In New York errangen Umweltinitiativen am 22. Januar 2018 einen juristischen Erfolg: ihre Klage gegen diese Subventionierung von AKW wurde zugelassen. Die Regierungen von Pennsylvania und Ohio weigerten sich Stand September 2017 hingegen, Subventionen für AKW zu beschließen. Der Stromkonzern FirstEnergy geriet dadurch in finanzielle Schwierigkeiten und kündigte an, seine vier Atomreaktoren (Davis Besse, Perry, Beaver Valley 1 und 2) entweder zu verkaufen oder stillzulegen (siehe aber Ausführungen hier weiter unten).
In Minnesota erwog der Stromkonzern Xcel 2016, das AKW Prairie Island vorzeitig außer Betrieb zu nehmen. Das Kernkraftwerk Duane Arnold wurde im Jahr 2020 stillgelegt, weil die Laufzeit des Stromabnahmevertrags verkürzt wurde. FirstEnergy, der Betreiber des Kernkraftwerkes Davis Besse, teilte am 25. April 2018 mit, das Kraftwerk am 31. Mai 2020 stillzulegen, im Juli 2019 jedoch verabschiedete Ohio das Gesetz House Bill 6, das die Stromkunden mit Subventionen für die AKWs Perry und Davis Besse belastete. Im Juli 2020 wurden der Sprecher des Repräsentantenhauses von Ohio Larry Householder und weitere Personen verhaftet. Ihnen wird vorgeworfen, 60 Millionen US-Dollar Bestechungsgeld angenommen zu haben, um House Bill 6 durch das Parlament zu bringen.
FirstEnergy wurde am 22. Juli 2021 zu einer Geldstrafe in Höhe von 230 Millionen US-Dollar verurteilt.

### Laufzeitverlängerungen
Jüngste Tendenzen gehen in Richtung weiterer Laufzeit-Verlängerungen bestehender AKW-Blöcke. Nach einer Phase von Verlängerungen von 40 auf 60 Jahre, welche nahezu sämtliche US-Anlagen bereits bewilligt erhalten haben, soll nun ein weiterer Verlängerungs-Schritt auf 80 Jahre erfolgen. Bei drei Kraftwerken mit je zwei Blöcken ist diese Verlängerung bereits durch die Aufsichtsbehörde NRC bewilligt: Turkey Point, Peach Bottom und Surry. Weitere Gesuche sind in Bearbeitung, zum Beispiel haben auch die beiden Blöcke in Byron, die im November 2021 aufgrund mangelnder Wettbewerbsfähigkeit der Kernkraft in Illinois stillgelegt werden sollten, eine Lizenz bis 2044 bzw. 2046.
Illinois (unter Gouverneur J. B. Pritzker) zahlte im September 2021 700 Millionen US-Dollar Subventionen an Exelon, um die Schließung von Dresden und Bryon abzuwenden.
Die aktuell noch in Betrieb befindlichen, 1969 in Betrieb gegangenen Reaktoren sind die ältesten jemals betriebenen Kernreaktoren. Daher gibt es keine Erfahrungswerte für Kernreaktoren, die 60 Jahre oder älter sind.

## Nutzung von Waffen-Plutonium
1979 hatte Präsident Jimmy Carter die Wiederaufarbeitung von verbrauchtem Kernbrennstoff u. a. wegen Proliferations-Risiken verboten. Im Jahr 2000 wurde dann beschlossen, durch die militärischen Abrüstungs-Abkommen überflüssig gewordenes Plutonium aus Kernwaffen-Sprengköpfen als „Brennstoff“ in Kernkraftwerken zu nutzen, auch um weniger Plutonium endlagern zu müssen. Ein Projekt sieht (Stand Juli 2012) vor, die Plutonium-Sprengköpfe zu zerlegen, das Plutonium in MOX-Brennelemente zu füllen und diese Brennelemente in den Kernkraftwerken Catawba und McGuire oder den Kernkraftwerken Browns Ferry und Sequoyah zu verwenden.

## Endlagerung
In den 2000er Jahren wurde das Projekt Yucca Mountain in Nevada zwecks nationaler Endlagerung radioaktiver Abfälle vorangetrieben. Es wurde aufgrund gewisser Sicherheits-Bedenken zumindest temporär fallen gelassen.

## Kontroverse

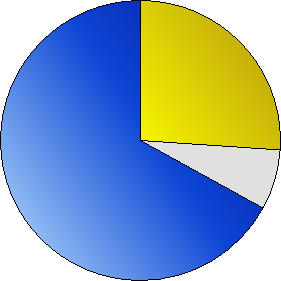
Februar 2005 Meinungsumfrage in den USA:
Blau sind die Befürworter, Grau sind Unentschlossene, Gelb die Gegner der Kernenergie

Es gab große öffentliche und wissenschaftliche Debatten über die Nutzung der Kernenergie in den Vereinigten Staaten, vor allem seit den 1960er Jahren bis in die späten 1980er Jahre, aber auch seit etwa 2001, als eine Renaissance der Atomenergie entstand. Dabei spielten Themen wie nukleare Unfälle, Entsorgung radioaktiver Abfälle, die Verbreitung von Atomwaffen, Energieversorgung und Terrorismus eine Rolle.
Zu den Kritikern gehören unter anderen Barry Commoner, S. David Freeman, John Gofman, Arnold Gundersen, Frank von Hippel, Mark Z. Jacobson, David Lochbaum, Amory Lovins, Edwin Lyman, Arjun Makhijani, Gregory Minor und Joseph Romm. Auch der vormalige NRC-Vorsitzende  Gregory Jaczko äußert sich seit seinem Rücktritt im Mai 2012 öfter kritisch über Kernenergie.
Die zunächst relativ große Akzeptanz der Kernenergie in der Bevölkerung der Vereinigten Staaten ging nach drei weltweit beachteten Unfällen oder Katastrophen deutlich zurück: nach dem Reaktorunfall im Kernkraftwerk Three Mile Island (1979, partielle Kernschmelze), nach der Nuklearkatastrophe von Tschernobyl (1986, Fallout in großen Teilen Westeuropas, besonders in Österreich und Süddeutschland) und nach der Nuklearkatastrophe von Fukushima (2011, drei Kernschmelzen).